# Hernád (ort)
Hernád är en ort i Ungern.   Den ligger i provinsen Pest, i den centrala delen av landet, 50 km sydost om huvudstaden Budapest. Hernád ligger 123 meter över havet och antalet invånare är 3 689.
Terrängen runt Hernád är platt, och sluttar västerut. Runt Hernád är det ganska tätbefolkat, med 129 invånare per kvadratkilometer. Närmaste större samhälle är Dabas, 9,6 km väster om Hernád. Omgivningarna runt Hernád är en mosaik av jordbruksmark och naturlig växtlighet.